# Liber Historiae Francorum
Liber Historiae Francorum je středověká franská kronika sepsána anonymním autorem v průběhu 8. století patrně v Soissons. 
První části kroniky sloužily jako sekundární zdroj pro rané období Franské říše, především v době Marcomera a poskytovaly krátké breviarum událostí až do doby pozdních Merovejců. Následující oddíly kroniky  poskytují informace o dynastii Pipinovců v Austrasii, v době před vznikem slavné dynastie Karlovců a jsou důležitými primárními prameny pro soudobé dějiny.
Liber Historiae Francorum využívá mnoho materiálů ze starší kroniky Historia Francorum sepsanou biskupem a historikem Řehořem z Tours, která byla dokončena v roce 594. Emeritní profesor a historik Richard Gerberding při editaci textu kroniky potvrdil koherenci a přesnost popisu. Zároveň za pravděpodobné místo vzniku kroniky uvedl město Soissons, které bylo pravděpodobně součástí královského kláštera Saint-Médard de Soissons. Richard Gerberding autora kroniky charakterizoval jako Neustriana, zároveň zatvrzelého, legitimního a sekulárního Merovejce.
Liber Historiae Francorum je obvykle datována do roku 727 kvůli odkazu na konec šestého roku vlády Theudericha IV. Kronika popisuje neustrijskou perspektivu éry majordomů královského paláce, kde moc frakce franských magnátů byla držena na uzdě vyváženou legitimitou merovejského krále. Richard Gerberding spolu s historikem Paulem Fouracre poukazují na to,, že kronika podporuje krále merovejské dynastie pouze potud, pokud legitimně vládnou s podporou nejvyšších franských magnátů. Franští magnáti jsou oproti tomu kronikou podporováni pouze potud, pokud neaspirují nad své postavení.
Liber Historiae Francorum byla kopírována a široce distribuována v 9. století. Čtenářům i posluchačům nabízela čisté a komplexní pozadí, které Franky zdánlivě zasadilo do kontextu Římské říše v křesťanském galo-římském světě.

## Obsah kroniky
Kronika v úvodní sekci popisuje původ a činy franských králů i franského lidu. Podle kroniky Frankové pocházejí ze skupiny trojských uprchlíků, kteří se ocitli na severním pobřeží Černého moře před tím, než se vydali přes Podunajskou nížinu do Porýní. Jako zdroj informací k ranému období Franské říše kronikář použil starší kroniku Historia Francorum sepsanou biskupem a historikem Řehořem z Tours, který zemřel v roce 594. Historii Řehořovy kroniky ztělesňuje a příležitostně paralelně rozšiřuje.
Posledních 19 kapitol, číslovaných 35 až 53 v edici Bruna Krusche, představuje nezávislý popis událostí ve franských zemích v 7. a na počátku 8. století.
Devatenáctá kapitola začíná vládou Chlothara II. v Neustrii, který na trůn usedl jako nezletilý, pod regentstvím své matky Fredegundy a v neklidném spojenectví se strýcem Guntramem, králem Burgundska. Po smrti Fredegundy v roce 597, Chlothar převzal plnou moc nad Neustrií, přičemž se stejnou krutostí a krveprolitím pokračoval ve sporu své matky s Brunhildou, královnou Austrasie. Nakonec se mu podařilo v roce 613 Brunhildu zvláště brutálním způsobem popravit a sjednotit Franskou říši pod svou vládu. Stejně jako jeho otec nová území získal invazí po smrti jiných králů.
Chlotharova vláda byla podle soudobých měřítek zdlouhavá a měla za následek úpadek královské moci znesvářených Merovejců. V roce 617 Chlothar úřad majordoma královského paláce změnil v doživotní úřad, což z tohoto úřadu správce královského zámku učinilo postupem nejvyššího představitele Franské říše, což vedlo až k sesazení Merovejců z trůnu v roce 751 Pipinem III. Krátkým. Chlothar postoupil vládu nad Austrasií svému synovi Dagobertovi I. v roce 623. Neobvykle pro merovejského panovníka bylo to, že praktikoval monogamii, ačkoli úmrtí jeho manželek znamenalo, že měl tři královské manželky. Byl obecně spojencem církve, možná inspirován příkladem svého strýce Guntrama. Jeho vládě, s výjimkou popravy Brunhildy chybí skandály a vraždy páchané dynastickými Merovejci. Kapitola 43 popisuje pokus pipinovského majordoma Grimoalda o uzurpaci Austrasie a končí Grimoaldovou smrtí umučením, které nařídil Chlodvík II., král Neustrie. Kapitola 44 popisuje Chlodvíka II. takto: 
| „ | Zároveň přinesl zkázu do království Franků s katastrofálními pohromami. Tento Chlodvík měl všechny druhy zhýralých zvyků. Byl to svůdce žen a cizoložník, žrout a opilec. O jeho smrti a konci nelze říci nic, co by mělo historickou hodnotu. Mnoho kronikářů odsuzuje jeho konec, přestože neznají rozsah jeho zla. Takže v nejistotě ohledně toho odkazují jeden na druhého. | “ |

Zbytek této kapitoly a začátek další kapitoly se táhne mezi Chlodvíkovou smrtí, obvykle datovanou koncem roku 650 a nástupem Theudericha III., obvykle datovaným do roku 673 s čtyřletou vládou nezletilého Chlotara III. Od kapitoly 45 kronika s nepřátelským postojem popisuje krutého majordoma Ebroina. Na rozdíl od Chlodvíka II. kronikář nešetřil chválou pro Childeberta III., kterého popisuje jako „slavného pána dobré paměti, Childeberta, spravedlivého krále.“ Závěrečné kapitoly jsou věnovány především Karlovi Martelovi.
Liber Historiae Francorum se stala primárním zdrojem pro pokračování Fredegarovy kroniky, jak ji v roce 751 redigoval hrabě Childebrand I. jménem svého nevlastního bratra Karla Martela.